# Озкан, Деврим
Деври́м Озка́н (тур. Devrim Özkan; род. 2 сентября 1998, Мугла, Мугла) — турецкая актриса

театра и телевидения.

## Биография и карьера
Деврим Озкан родилась 2 сентября 1998 года в Мугле, а росла в Милясе и Бодруме. После окончания средней школы, Озкан поступила на факультет изящных искусств Университета Муглы им. Сытки Кочмана, но бросила учёбу в конце первого года обучения и переехала в Стамбул, где начала сниматься в телесериале «Сон» (2017).
Озкан также сыграла в таких телесериалах, как «Ты моя Родина» (2017—2018), «Воссоединение» (2019—2020), «Рамо» (2020—2021) и «Пусть жизнь идёт своим чередом» (2022—2023). В 2020 году она была номинирована на премию Международного кинофестиваля в Измире в категории «Лучшая женская роль (сериал)» за роль Фериде Чаглар в «Воссоединении», а в 2022 году — на премию «Золотая бабочка» за роль Сонгюль Аджарерк в «Пусть жизнь идёт своим чередом».

## Фильмография
| Год       |   | Русское название               | Оригинальное название     | Роль             |
| --------- | - | ------------------------------ | ------------------------- | ---------------- |
| 2017      | с | Сон                            | Rüya                      | Ипек Гирай       |
| 2017—2018 | с | Ты моя Родина                  | Vatanım Sensin            | Хавва            |
| 2019—2020 | с | Воссоединение                  | Vuslat                    | Фериде Чаглар    |
| 2020—2021 | с | Рамо                           | Ramo                      | Нехир Ханлы      |
| 2021      | с | Моя бывшая любовь              | Ex Aşkım                  | Селин            |
| 2022      | с | Смейся, смейся                 | Güldür Güldür             |                  |
| 2022—2023 | с | Пусть жизнь идёт своим чередом | Gelsin Hayat Bildiği Gibi | Сонгюль Аджарерк |
| 2023      | с | Мавлана Джалаладдин Руми       | Mevlânâ Celâleddîn-i Rûmî | Эфсун-хатун      |
|           | с | Какие корабли я сожгла         | Ne Gemiler Yaktım         | Фидан            |